# 郭嵘
郭嵘（1972年—），上海人，中国男子击剑运动员、裁判员。他曾在泰国曼谷进行的1998年亚洲运动会中获得男子佩剑个人金牌以及男子佩剑团体银牌。